# 木村隆文
木村 隆文（きむら たかふみ、1940年1月2日 - 2011年11月28日）は、日本の教育者。学校法人青森山田学園の理事長や青森山田高等学校の校長を務めていた。スポーツに力を入れ、卓球や野球、サッカーなどで青森山田高等学校の名前を全国に知らしめた。日本卓球協会副会長を務めており、10段を授与されている。

## 経歴
青森県出身。青森県立青森高等学校、日本大学法学部を卒業、1962年に当時母親が校長だった青森山田高等学校の教諭に赴任し、1995年に同校の校長となった。校長就任後はスポーツに力を入れて、野球の渋谷良弥や卓球の吉田安夫など優れた指導者を招くとともに、優秀な生徒を集め、バドミントンや卓球、サッカー、野球などで実績をあげた。
2002年に青森山田学園理事長となった。
2007年には高校野球の特待生問題を検討する、東北地区特待生問題私学検討部会代表を務めた。
2009年1月、オリコと提携し、学校法人青森山田学園が運営する青森大学、青森短期大学・専門学校の学費分割払いサービスを開始した。
2011年8月、青森短期大学の次年度からの募集停止を明らかにした。同年11月28日、自宅で他界。71歳だった。

## 青森大学偽装留学問題
2011年1月に青森大学で2007年から2010年までの間、通学実績のない中国人留学生が大量に在籍していた偽装留学問題が発覚、末永洋一学長が設置した内部調査委員会により、延べ35人分奨学金1729万円の不正受給も判明した。この結果、152人の中国人留学生を大学は除籍した。同年3月に大学側が「理事長の主導は否定しがたい」という報告書を文部科学省に提出。学園は外部調査委員会を設置し、6月に「大学全体の責任」という報告を提出。末永学長他4学部長より理事長の責任が指摘されるなど混乱を極めた。
11月8日には末永学長などにより留学生の大量入学を主導したのは理事長であるという声明が出され、大学の黒字が青森山田高等学校のスポーツ強化費に回されていると指摘された。最終的に理事長・学長双方の責任を問う形で、処分が決定され、同年11月16日に自らへの減俸10分の5（24ヶ月）を課した。

## 人物
青森山田学園創設者の「山田きみ」の孫にあたる。
2001年からはエフエム青森の『Friday Teatime Avenue』およびその後継番組の『青森山田学園Go!Go!全力投球』にレギュラー出演していたが、番組のメインである木村が亡くなったのに伴い、番組は3日前に放送の2011年11月25日放送分をもって終了した。
2012年2月23日、青森大学で学園葬が行われ、2,400人が参列した。